# Maiden Heaven
Maiden Heaven est un album de reprises produit par le magazine Kerrang! (disponible uniquement dans le no 1219, juillet 2008). Il regroupe 15 reprises de titres parmi les plus célèbres du groupe de heavy metal anglais Iron Maiden interprétées par des groupes comme Metallica, Machine Head, etc.

## Liste des morceaux
| No  | Titre                    | Interprète(s)       | Durée |
| --- | ------------------------ | ------------------- | ----- |
| 1.  | Prowler                  | Black Tide          |       |
| 2.  | Remember Tomorrow        | Metallica           |       |
| 3.  | Flash of the Blade       | Avenged Sevenfold   |       |
| 4.  | 2 Minutes to Midnight    | Glamour of the Kill |       |
| 5.  | The Trooper              | Coheed and Cambria  |       |
| 6.  | Wasted Years             | DevilDriver         |       |
| 7.  | Run to the Hills         | Sign                |       |
| 8.  | To Tame a Land           | Dream Theater       |       |
| 9.  | Caught Somewhere in Time | Madina Lake         |       |
| 10. | Wrathchild               | Gallows             |       |
| 11. | Fear of the Dark         | Fightstar           |       |
| 12. | Hallowed Be Thy Name     | Machine Head        |       |
| 13. | Iron Maiden              | Trivium             |       |
| 14. | Running Free             | Year Long Disaster  |       |
| 15. | Brave New World          | Ghostlines          |       |